# Jaleel Cousins
Pour les articles homonymes, voir Cousins.
Jaleel Cousins, né le 1er décembre 1993 à Mobile, en Alabama, est un joueur américain de basket-ball évoluant au poste de pivot.

## Biographie

### Famille
Il est le frère cadet de DeMarcus Cousins.

### Carrière professionnelle
Non sélectionné à la draft NBA de 2016, Jaleel Cousins est invité à participer à la NBA Summer League sous le maillot des Mavericks de Dallas. Le 22 octobre 2016, il signe chez les Mavericks. Il est cependant coupé 5 jours plus tard, une fois la pré-saison finie. Le 30 octobre, il est récupéré par les Legends du Texas, l'équipe de D-League affiliée aux Mavericks de Dallas.